# 重田育照
重田 育照（しげた やすてる）は、日本の物理化学者。研究分野は、生物物理・化学物理・ソフトマターの物理で、科学計算を用いて生命の根本原理を明らかにする「生命物理学」の研究を行う。学位は、博士（理学）（大阪大学・課程博士・2000年）。筑波大学計算科学センター教授。

## 略歴
- 石川県金沢市に生まれる。
- 1995年 金沢大学理学部化学科卒業。
- 1997年 金沢大学大学院理学研究科修士課程修了。
- 2000年 大阪大学大学院理学研究科博士課程修了、博士（理学）。大阪大学大学院理学研究科化学専攻 日本学術振興会特別研究員（PD) 。
- 2001年 東京大学大学院総合文化研究科相関科学専攻 学術振興会博士特別研究員（DC2）。
- 2003年 東京大学大学院工学系研究科応用化学専攻 助手。
- 2007年 筑波大学大学院数理物質科学研究科物理学専攻 講師。
- 2008年 兵庫県立大学大学院生命理学研究科ピコバイオロジー研究所 特任准教授。
- 2010年 大阪大学大学院基礎工学研究科物質創成専攻 准教授。
- 2014年 筑波大学大学院数理物質科学研究科物理学系 教授（～現在）、大阪大学 大学院基礎工学研究科 招聘教授（～現在）。
- 2016年 分子科学研究所 客員教授（～現在）。
- 2018年 宇宙航空研究開発機構宇宙科学研究所学際科学研究系 客員教授（～現在）。
- 2019年 量子科学技術研究開発機構高崎量子応用研究所 客員研究員（～現在）。
- 2023年 筑波大学研究担当副学長・理事（～現在）。

## 受賞歴
- 2006年3月 日本化学会 第86回日本化学会年会優秀講演賞。
- 2007年3月 Royal Chemical Society PCCP Prize for the Outstanding Achievement of Young Scientists in Physical Chemistry and Chemical Physics Research Award
- 2009年3月 日本化学会 第58回日本化学会進歩賞。
- 2010年4月 文部科学省 平成23年文部科学大臣表彰若手科学者賞。
- 2012年9月 分子科学会 第5回分子科学会奨励賞。
- 2013年5月 大阪大学 第2回大阪大学総長奨励賞・研究部門。
- 2017年3月 Royal Chemical Society Outstanding Reviewers for Physical Chemistry Chemical Physics in 2016
- 2017年10月 22nd QSCP Promising Scientist Award of CMOA Research Award
- 2019年2月 筑波大学 ベストファカルティーアワード2018